# Parlin Dąbrowa
Parlin Dąbrowa – dawna stacja kolejowa w Dąbrowie, w województwie kujawsko-pomorskim, w Polsce.